# Mesochorus nox
Mesochorus nox är en stekelart som beskrevs av Morley 1926. Mesochorus nox ingår i släktet Mesochorus och familjen brokparasitsteklar. Inga underarter finns listade i Catalogue of Life.